# Black Sonic
Black Sonic est un groupe liechtensteinois, actif entre 2003 et 2012.

## Histoire
Le groupe est formé en 2003 sous le nom de Black Sonic Prophets par le chanteur et guitariste Stefan « Mäthi » Mathis, le guitariste Marco Gassner, le bassiste Raimund Tschol et le batteur Roland Testi. En 2005, The Broken EP, produit par Jeff Collier, sort. De plus, le groupe a entre-temps donné des concerts internationaux. En 2005, le DVD The Official Bootleg sort. En se produisant en première partie de Negative, Exilia et Stoune Sour, le groupe décroche un contrat chez Playground Music, qui publie son premier album Out of the Light - Into the Night en 2006. L'album connait un succès particulier en Scandinavie, ce qui permet à Mathis de chanter la chanson I Don't Care d'Apocalyptica sur Area4 en 2008. Fin 2008, le groupe raccourcit son nom en Black Sonic.
Ensuite, le groupe retourne en studio avec Jeff Collier pour enregistrer son deuxième album. Après avoir terminé l'enregistrement début 2009, l'album 7 Deadly Sins sort fin juin. En mars 2012, le groupe annonce sa séparation.

## Style musical
Selon laut.de, le groupe s'est fortement inspiré de groupes comme Guns N' Roses, Nickelback et Metallica lors de sa formation. Sur 7 Deadly Sins, le groupe se compare à des groupes comme Backyard Babies et The Hellacopters. Christof Leim du Metal Hammer indique dans sa critique de 7 Deadly Sins que le groupe se situe entre Metallica à l'époque de l'album noir et Shinedown. En outre, une forte influence de HIM est également perceptible. Les riffs ont un son rugueux. La chanson-titre rappelle les Foo Fighters, tandis que le riff d'intro évoque la chanson I am the Law d'Anthrax. 

## Discographie
- 2003 : Rockstar (EP, sous Black Sonic Prophets)
- 2005 : The Broken EP (EP, sous Black Sonic Prophets)
- 2005 : The Official Bootleg (DVD, sous Black Sonic Prophets)
- 2006 : Leave Me Alone (single, Hype/Playground Music) (sous Black Sonic Prophets)
- 2006 : Out of the Light – Into the Night (album, Hype/Playground Music) (sous Black Sonic Prophets)
- 2009 : 7 Deadly Sins (album, ASR/Soulfood)